# 타라 바불파트
타라 바불파트(스웨덴어: Tara Babulfath, 2006년 1월 3일~)는 스웨덴의 유도 선수이다. 2024년 하계 올림픽 엑스트라라이트급에서 동메달을 획득했으며 세계 선수권 대회에서 동메달 1개(2024)를 획득했다.

## 경력
2024년 7월 파리에서 열린 2024년 하계 올림픽에 스웨덴 국가대표로 참가했다. 그녀는 첫 경기 상대인 대한민국의 이혜경을 한판으로 꺾었으며 우즈베키스탄의 할리마존 쿠르바노바와 이탈리아의 아순타 스쿠토를 차례로 꺾고 준결승에 진출했다. 준결승에서는 일본의 쓰노다 나쓰미에게 실격패를 당했으며 동메달 결정전에서 카자흐스탄의 아비바 아부자키노바를 꺾고 동메달을 획득했다.

## 개인사
바불파트는 이란 출신 스웨덴 레슬링 선수인 모함마드 바불파트의 딸이다. 어머니인 이다 헬스트룀 또한 레슬링 선수로 활동했다.